# Sultanija

Sultanija (perzijsko سلطانيه‎‎, Soltanieh, latinsko Sultania), znana tudi kot Saidija,  je glavno mesto okrožja Sultanija v provinci Zandžan v severozahodnem Iranu. 
Leta 2012 je  imela 5.968 prebivalcev.

## Zgodovina
Sultanija leži  približno 240 km severozahodno od Teherana. V 14. stoletju so jo zgradili mongolski vladarji Irana za prestolnico svojega Ilkanata.  Njeno ime je povezano z vladarskim nazivom sultan, zato bi se njeno ime lahko prevedlo približno kot Kraljevska.    
Ilkan Oldžejtu (vladal 1304-1318) je poskušal Sultanijo narediti za največje in najbolj mogočno mesto na svetu, vendar je skupaj z njim umrla. Njene ruševine je prekrila puščava.
Stara cesta iz Zandžana v Sultanijo se nadaljuje do znamenite podzemne jame Katale hor.

## Znamenitosti
Osrednja znamenitost Sultanije je mavzolej kana Odželtuja, bolj znan kot Sultanijska  kupola. Zgrajena je bila v letih 1302-1312 in je najstarejša kupola z dvojnimi stenami v Iranu. Težka je približno 200 ton, visoka 49 m in spada med največje opečnate kupole na svetu. Večji sta samo kupoli Filippa Brunnelleschija na stolnici  v Firencah in Hagije Sofije v Carigradu. V islamski arhitekturi ima podoben pomen kot kupola v Firencah za renesančno arhitekturo. Močno je vplivala na videz mavzoleja hodže Ahmeda Jasavija v Kazahstanu in Tadž Mahala v Indiji, po mnenju italijanskih znanstvenikov pa tudi na Brunnelleschijevo kupolo. Zaradi nje je bila Sultanija leta  2005 vpisal na UNESCov seznam  krajev svetovne dediščine  v Aziji in Oceaniji.
Večina zunanjega okrasja Odželtujevega mavzoleja je izgubljena, v notranjosti pa so se ohranili izjemni mozaiki, keramične obloge in freske. Zunanjost se trenutno restavrira pod vodstvom Iranskega ministrstva za kulturo.

## Galerija
- Freska s podobo nekdanje Sultanije
- Presek Oldžejtujevega mavzoleja
- Mozaik na tleh mavzoleja
- Freske na kupoli
- Mauzolej Oglija Čalabija

## Sklic
1. ↑  Dalrymple, William (1989). In Xanadu. str. 128–129.